# Wyrocznia Neczung

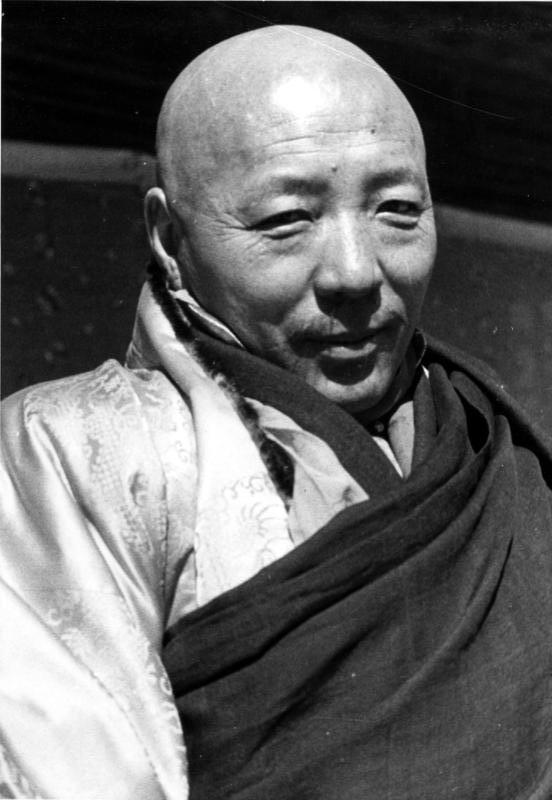
Wyrocznia Neczung, 1938

 Wyrocznia Neczung  - oficjalna państwowa wyrocznia Tybetu. Obecnie rezyduje z Dalajlamą XIV w Dharamsali w Indiach. Aktualną wyrocznią Neczung jest Thubten Ngodup.
Zgodnie z wierzeniami tybetańskimi wyrocznia Neczung jest medium bóstwa tradycyjnej religii bön imieniem Pehar, które pokonane przez Padmasambhavę stało się obrońcą buddyzmu.